# Comtois
Der Comtois ist eine Pferderasse, die hauptsächlich in Frankreich und im Schweizer Jura verbreitet ist. Der Name leitet sich von der französischen Region Franche-Comté ab.
Hintergrundinformationen zur Pferdebewertung und -zucht finden sich unter: Exterieur, Interieur und Pferdezucht.

## Exterieur
Der relativ große Kopf hat Rechteckformat und weist ein gerades Profil auf. Die breite, von einem langen Schopf bedeckte Stirn, auseinander stehenden Augen, kleine Ohren und weite Nüstern sind typische Merkmale dieser Rasse. Der Hals ist eher gerade, kurz und muskulös mit wallender Mähne. Der Widerrist ist mittelmäßig ausgeprägt, die Mittelhand gerade und relativ lang. Die oft gespaltene Kruppe ist breit und schräg, der Schweif eher tief angesetzt. Die Schultern sind lang und schräg, der Brustkasten tief und geräumig. Die starken Gliedmaßen sitzen auf kurzen, bemuskelten Unterarmen und kurzen Röhren. Die Fesseln sind kurz und die Sehnen stark und robust. Die Hufe sind mit sehr strapazierfähigem Horn ausgestattet, der Kötenbehang ist auffällig.

## Interieur
Diese Rasse gilt als furchtlos, geduldig, energisch und willig.

## Zuchtgeschichte
Eine erste Erwähnung des Comtois stammt vom römischen Schriftsteller Publius Vegetius, der in seinem Werk Mulomedicina im  4. Jahrhundert den Ursprung des Comtois auf Pferde zurückführt, die von den Burgundern aus dem östlichen Deutschland nach Gallia Belgica und an die Ufer des Genfersees gebracht wurden. Im Mittelalter wurde der Comtois als Schlachtross, für Turniere und zum Ziehen von Fuhrwerken verwendet. Bis 1554 wurde er zur Verbesserung der alten Rasse Bourguignon eingesetzt.

## Verwendung

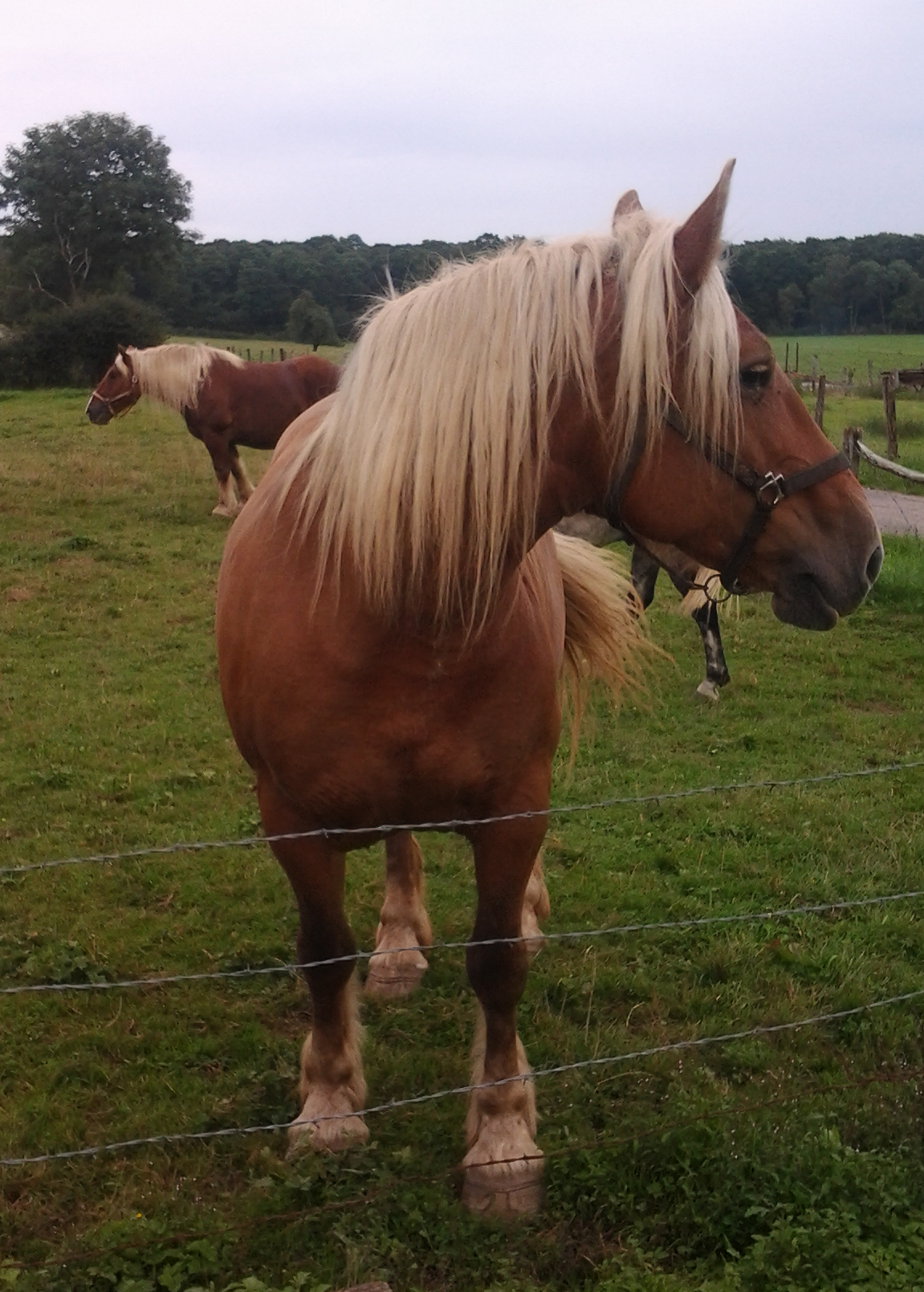
Comtois-Pferde, die im französischen Département Haute-Saône (Region Franche-Comté) für touristische Zwecke eingesetzt werden

Der Comtois ist ein Bergpferd, das allen Witterungsverhältnissen trotzen kann. In den Touristenzentren im Jura und in der Franche-Comté wird er als Zugpferd für Schlitten eingesetzt und während des Sommers als Arbeitspferd in den Wäldern sowie als Zugpferd für touristische Pferdewagen. In der Zucht trägt die Comtoisrasse zur Bluterneuerung in Schweizer Gestüten der Rasse der Freiberger bei.